# 장병권
장병권(1976년 3월 15일~)은 대한민국의 학생 운동가 출신 동성애자 인권 운동가이자 시민 운동가, 칼럼니스트이다. 참의료실천청년한의사회와 동성애자인권연대 등에서 활동하였다. 동성애자인권연대의 창립 멤버 중 한 사람이자 활동가이며, 2006년부터 동성애자인권연대 사무국장을 역임했다.
대학 재학 시 학생운동가였고, 졸업 후에는 참의료실천청년한의사회에서 활동하다가, 2000년대 이후 동성애자인권연대에서 활동했다. 학생인권조례 개정 운동에 참여하였고, 2006년부터는 대한민국 군대 내 성 소수자 인권 침해 방지운동도 하였다. 2011년 6월에는 게이에 대한 다큐멘터리 종로의 기적에도 출연하였다.

## 생애

### 시민 운동과 직장 생활
대학 재학 시 학생운동가로 활동하고, 졸업 후에는 5년간 보건의료 활동단체인 참의료실천청년한의사회의 활동가와 사무국 차장으로 활동했다. 청년한의사회 사무차장으로 평택 쌍용차 공장 파업현장부터 베트남 현지까지 누비며 의료봉사를 하였다. 퇴근한 뒤에는 파트너와 함께 동성애자 인권연대 사무실에서 활동도 하고 숙식도 하였다. 1997년 커밍아웃한 뒤, 1998년 9월에는 동성애자인권연대의 창립에 참여하여 회원으로 활동하였다. 2002년 이후에는 주로 동인련의 활동가로 활약하였다.
이는 2011년에 개봉된 영화 종로의 기적에도 그대로 소개되었다. 영화에서 그는 ""동성연애 하려고 동성 인권운동 하는 거야" 그의 꿈은 소박하다. 동성 애인을 직장으로 데려와 동료들에게 소개해도 아무렇지도 않은 사회, 게이인 자신이 궁색하고 사소해지는 느낌이 들지 않는 일터가 그의 꿈이다. 오늘도 그는 피켓과 전단을 들고 거리 곳곳을 씩씩하게 누빈다."라고 소개되었다.

### 성전환자 호적 변경 전후
2006년 9월 8일 성전환자의 호적변경을 허가한 대법원은 ‘성전환자의 성별정정 허가신청사건 등 사무처리지침’에서 “외부성기를 포함한 신체 외관을 반대의 성으로 전환”을 성별 정정 허가요건으로 정했다. 이에 동성애자 인권연대 장병권 사무국장은 "수술 비용을 마련하기 위해 여성에서 남성으로 성전환을 하려는 FTM들은 유흥업소에서 일하는 경우가 많다"면서 "대법원의 지침은 윤락 등 불법을 부추기는 것이나 마찬가지"라고 주장했다.
그는 대법원의 성전환자 호적 변경을 허가한 것에 지지를 보내면서도 우려를 표했다. 동성애자 인권연대의 장병권 활동가는 “그동안 대부분 판사 재량에 의해 결정된 성별정정에 대해 어떠한 기준을 마련한 것은 고무적인 일이나, 지침 내용을 보니 사무처리하기 좋게 만든 것이었다”고 말했다. 그는 “그동안 수많은 공청회를 통해 대법원이 동성애자들 인권에 대해 관심을 갖는 척했으나 결국은 요식행위였다”며 “‘성전환자 성별변경 관련법’ 제정에 큰 어려움이 따를 것으로 예상된다”고 말했다. 그는 일선 법원의 판결과 엇갈리는 것에 대해서도 “대법원 지침 때문에 성전환에 대한 개혁적인 판결들이 줄어들지도 모른다”고 우려를 표명했다.

### 국군 내 성소수자 인권 운동

#### 성소수자 군인 인권운동에 참여
2006년부터는 병영 내 성소수자 차별 철폐 운동에 참여하였다. 2006년 1월에는 국가인권위가 법 조항 중 ‘계간’ 부분에 동성애에 대한 편견이 반영돼 있다며 용어 정비를 권고하고 나섰다. 같은 해 4월 윤광웅 국방부 장관이 군형법 제92조의 폐지 또는 개정을 검토하겠다는 방침을 밝혔다가 백지화하기도 했다. 당시 국방부는 "병영 내 모든 성적 행위를 인정하지 않을 것"이라고 발표했다. 그는 이에 반발하여 대한민국 군대 내에서 성 소수자들(게이, 트랜스젠더)에 대한 차별, 부당대우, 권익 침해 사례들을 상담하기 시작했다.
| “ | 동성애자인권연대 인권캠프 개최 올해 초 군대 내 동성애자 인권 문제 관련 활동을 시작으로 다양한 활동을 전개했다. 이는 단순히 성소수자 운동진영뿐만 아니라, 인권운동진영도 함께 하며 동성애자 인권 문제를 대사회적으로 제기해왔다. 또 이와 함께 군대 내에서 동성애자를 차별하는 군형법 등 그 제도적 문제에 대해서도 알려냈다. 이밖에도 성전환자 성별변경문제, HIV/AIDS 감염인 인권 문제 관련해 운동사회 안과 밖을 아우르는 활동들이 있었고, 이제는 그 성과들이 조금씩 쌓여가고 있다. 올해에는 성소수자 운동진영이 활력을 가지는 한 해가 되었으면 한다. 보다 많은 연대활동들을 통해 여전히 해결되지 않고 있는 군대 내 동성애자 인권 문제, HIV/AIDS 감염인 인권문제, 성전환자 문제 등에 대한 대응을 이어갈 계획이다. 동성애자인권연대는 내년 2월 인권캠프를 열어 한 해 동안의 활동의 방향을 잡아갈 계획이다. | ” |
|   | — 장병권 |   |

2007년 2월, 동성애자인권연대 인권캠프를 개최하였다.
2006년 12월 30일에는 현역 복무 중인 전경이 스스로 동성애자임을 밝히면서 동성애자에 대한 군대 안의 편견에 맞서 끝까지 군 복무를 하겠다고 밝혔다. 서울의 한 전경부대에 근무하는 김현종(22·가명) 일경은 지난해 12월 30일 한 인터넷 카페에 ‘커밍아웃, 어렵고 힘들게 선택한 용기 있는 고백’이라는 제목의 글을 올려 “이제 도망치지 않고 거짓말도 하지 않겠다”며 “당당하게 군 생활을 마무리할 것이며, 전의경 부대에서 동성애자 권리 찾기를 위한 힘겨운 싸움을 할 것”이라고 말했다. 동성애자인 전의경이 스스로 성 정체성을 밝힌 것은 지난해 서울 도봉경찰서의 유정민석(25)씨에 이어 두번째이며, 유정씨는 이후 군 복무를 거부해 ‘양심적 병역거부자’로 징역형을 살고 있다. 이후 군복무 중 성 소수자임을 고백하는 이들이 늘어나면서 그는 성소수자 군인 병사들의 상담, 보호 운동을 전개해 나갔다.
국방부는 2006년 4월부터 ‘병영 내 동성애자 관리지침’을 시행해왔지만, 동성애자를 단순히 분류하고 관리하는 것에 초점이 맞춰져 있는 형편이다. 동성애인권연대 장병권 상임활동가는 “지침의 성격이 차별적이며 전반적인 사회 인식을 따라가지 못하고 있다”며 “분류·관리의 대상으로 볼 게 아니라 동등한 대우와 배려가 필요하다”고 말했다.

#### 군대 내 성소수자 성희롱 사건 전후
2007년 10월 24일에는 군대 내에서 성소수자라는 사실을 밝혔다가 성희롱당하고 정신병원에 입원한 병사의 사례를 제보받았다. 군대 내 성희롱을 견디다 못해 자살을 시도한 동성애자 병사가 국가인권위원회에 긴급구제를 요청하고 정신과 입원치료를 받았다.
동성애자 인권연대는 24일 서울 용산구 국방부 앞에서 기자회견을 열고 “지난 1월 입대한 동성애자 병사(20)가 동료 병사 및 간부들로부터 상습적으로 성희롱을 당해 군의관한테 자신이 동성애자임을 털어놨으나, 해당 부대는 오히려 피해자의 성 정체성을 문제삼으며 성적 모욕감을 주는 말 등을 했다”며 “이 병사는 자살을 시도하는 등 우울증 증세와 극심한 스트레스에 시달려 지난 23일 대학병원 신경정신과에 입원했다”고 밝혔다.
장병권 사무국장은 “이 동성애자 병사는 간부와 선임병들로부터 ‘동성애자와 관계는 어떻게 하느냐’, ‘부대 내 마음이 드는 사람이 있으면 말해라’는 물음을 계속 받았다고 말하고 있다”며 “대학병원 쪽은 이 병사가 우울감을 조성하는 환경에 노출될 경우 자살의 위험이 있다는 진단을 했다”고 전했다. 장 국장은 “군부대 쪽은 이 동성애자 병사가 병역을 면제받기 위해 동성애자라고 말하고 있다면서 그를 사단 교육 캠프로 보냈다”며 “지난해 4월 국방부가 발표한 ‘병영 내 동성애자 관리지침’과 ‘성경험, 상대방 인적사항 등 사생활 관련 질문금지’ 등의 규정이 전혀 지켜지지 않았다”고 말했다. 병영 내 동성애자 관리지침은 △동성애자 식별 활동 △성적 사생활 관련 질문 △동성애 입증자료 제출 요구 등을 금지하고 있다. 한편 병사는 11월 15일 복귀하겠다는 각서를 쓰고 휴가를 나온 뒤 병원에서 치료를 받고 있으며 지난 23일 인권위에 긴급구제를 요청했다. 이수연 인권위 성차별팀장은 “사실관계를 조사한 뒤 결정하겠다”고 밝혔다.
2007년 3월 17일 아프카니스탄, 이라크 주둔 한국군 철수를 요구하는 시민사회단체 지도자 모임에 참석하였다. 한편 그는 성소수자 차별반대 무지개행동에도 참여하여 활동하였다.

### 인권영화제 및 범민련 사건
2007년 5월 제11회 인권영화제에 참석하였다. 당시 행사를 주관한 인권영화제 담당 김정아 활동가에 의하면 "'소수자의 날'에는 루인 성전환자인권연대 활동가, 장병권 동성애자인권연대, 나숨 이주노동자 등이 참석해 관객과의 소통을 진행했다"고 한다.
6월 조국통일범민족연합남측본부(범민련)가 동성애자와 이주노동자 등 사회적소수자를 ‘극단적 이기주의’, ‘종교의 포화 상태’ 등과 동일선상에 있는 ‘사회문제’로 묘사하며, “민족성을 견지하지 못하고 민족문화전통을 홀대하며, 자주적이고 민주적이지 못해 이 문제들이 점차 심각해지고 있다”는 주장을 제기하였다.
장병권은 "범민련 측은 동성애와 트랜스젠더 등을 부정적 의미의 사회문제로 묘사하고 있다"며 강하게 성토했다. 그는 이어 "오히려 90년대 이후 다양성을 인정하는 사회적 분위기와 함께 사회적 소수자들에 대한 사회적 인식도 변화했고, 이를 통해 한국사회 다양한 곳에서 소수자들의 목소리를 들을 수 있게 됐다”며 “이것은 긍정적인 평가 지점이지, 이를 민족성을 파괴하는 것으로 보고 문제가 있다고 주장하는 것은 어불성설”이라고 반박했다. 장병권 사무국장은 특히 “역사 이래 동성을 사랑하는 현상은 언제나 존재해왔다”며 “사회적 소수자들이 자본주의의 피해자임에도 불구하고, 성적소수자들이 마치 자본주의의 찌꺼기처럼 들어왔다는 식의 범민련의 주장은 무식하고, 천박한 얘기”라고 범민련 측을 맹비난했다.
9월 7일 언론 참세상과의 전화 인터뷰에서 "이 문제를 4월 달 접하고 답변을 얻기까지 긴 시간이 걸렸다. 동인련도 그렇고 인권단체연석회의도 범민련 남측본부에서 불성실했다고 판단하고 있다"고 밝혔다.
장병권 활동가는 또 "그야말로 운동에 대한 연대나 성적소수자에 대한 인식을 넓히기 위해 운동사회를 끌어안고 함께 고민해나가야 한다는 입장에 변함이 없다"는 점을 밝히고 "범민련을 하나의 대립각으로 두고 있는 것이 아니라 논쟁하고 토론하면서 인식을 넓히기 위한 작업의 하나로 생각하고 지난 4개월의 문제제기를 진행해왔다"며 경과 과정에서의 문제의식을 전했다. 장병권 활동가는 "오히려 대립각을 세운 것은 범민련 남측본부 측"이라며 "성소수자 운동진영에 이주노조와는 차별적인 태도를 보이는 것부터 성소수자 운동에 대한 인식의 한계를 극명하게 드러내는 것인데, 이에 대하여 이야기를 하지 않는다"며 "동인련이 타 사회단체를 (범민련과의 연대사업 재고) 압박한다는 근거 없는 이야기로 오히려 운동의 신뢰를 완전히 깎아내리고 있다"고 지적했다. 장병권 활동가는 "2달이 넘게 동인련 및 인권사회단체는 성명을 만들고 내부 토론도 진행했다"며 "그 노력을 이해하려고 한다면 범민련 남측본부 측이 먼저 손을 내밀지 않는다면 불신만 쌓일 수밖에 없을 것으로 판단한다"고 밝혔다.

### 에이즈 환자 권익운동에 참여
2007년 8월 사회운동포럼에 참여하였다. 8월 31일, 사회운동포럼의 둘째 날 첫 프로그램으로 '에이즈는 우리에게 평등하게 찾아오는가'가 열렸다. 이때 그는 연사의 한 사람으로 참석했다.
2부에서는 동성애자인권연대의 장병권 활동가와 HIV/AIDS인권연대 나누리+의 정숙 활동가의 발제가 이어졌다. 장병권 활동가는 에이즈가 감염인 그 자신은 물론 동성애자를 비롯한 사회적 약자에 대한 편견을 고취시켜 왔다고 지적하였다. 특히 동성애자 운동 내부에서 90년대 일어난 ‘순결 논쟁’을 언급했다. 사회에서 동성애자를 바라볼 때 순수한 게이/더러운 게이의 구별이 무의미함에도 불구하고, 에이즈를 통한 내부의 구별 짓기가 만들어졌던 경험이 있다고 밝혔다. 그러나 2007년 퀴어 퍼레이드는 동성애자들이 에이즈를 자신들의 문제로 전면에 내세우는 성장을 보여주었다고 평가하였다.

### 성소수자 차별 철폐 운동

#### 성소수자 금칙어 철폐 운동
2004년 동성애가 금칙어에서 철폐되었다. 그러나 2009년 문화관광부에서 성소수자, 게이, 레즈비언 등을 비하 언어로 규정하자 항의하였다. 그는 "게이나 레즈비언이라는 표현은 동성애자를 비하하는 표현이 아니라 그냥 지칭하는 표현"이라며 "동성애자들의 존재와 정체성을 나타내는 말이 왜 금지돼야 하는지 모르겠다"고 말했다. 이어 "청소년들이 이 단어를 접하지 못하게 하는 건 그들의 성 정체성 형성을 음지로 내몰아 버리는 잘못된 일"이라고 덧붙였다.
2011년 1월 18일 인권재단 사람은 시민 1만명이 10억원으로 인권센터를 건립하는 구체적인 일정을 내놨다. 인권센터는 인권단체들의 공동사무실과 토론·전시·공연 공간으로 쓰인다. 장병권 활동가는 “인권센터가 생기면 우리 같은 성소수자단체도 사람들 눈치 보지 않고 편안하게 쓸 수 있는 공간이 될 것”이라며 “사무실 임대료만 줄여도 상근자 한명을 둘 수 있다”고 기대를 표시했다.
2012년 6월 2일 오후 서울 종로구 청계천로에서 퀴어문화축제의 퀴어 퍼레이드를 주관하였다.

#### 성소수자 차별금지법 제정 운동
2012년 11월 29일 성소수자 차별반대 무지개행동은 서울 광화문 광장에서 기자회견을 열고 대선후보를 상대로 실시했던 성소수자 인권 정책 질의에 대한 답변을 공개했다. 무지개행동의 발표에 그도 참여하였다. 당시 장병권 동성애자인권연대 사무국장은 기자회견에서 "한국은 법무부에서 차별금지법 제정이 추진되고 있지 않다"며 "UN 여성차별철폐위원회, UN 아동권리위원회 등 국제사회는 한국의 차별금지법 제정을 촉구하고 있다. 이 부분을 박근혜, 문재인 후보는 기억해주길 바란다"고 당부했다.
2013년 2월 12일 바른 성문화를 위한 국민연합(바성연) 등 동성애 반대 단체는 이번에도 차별금지법 제정에 반대하는 실력행사에 나설 것을 예고했다. 길원평 바성연 실행위원장은 “법으로 동성애 차별금지를 명시하면 동성애를 비윤리적이라고 생각하는 수많은 국민들의 개인적 윤리관과 표현의 자유가 억압받게 된다”면서 “성적 지향을 차별 사유에 포함하는 것을 저지할 것”이라고 밝혔다. 바로 장병권은 언론과의 인터뷰에서 “차별금지법은 어떤 비합리적 이유로도 평등권을 침해받아서는 안 된다는 헌법 정신을 담고 있기 때문에 성적 지향 역시 반드시 법안에 포함돼야 한다”면서 “표현의 자유를 이유로 차별적 혐오발언까지 용납되는 것은 옳지 않다”라고 반박했다. 성 소수자 단체는 2월 21일 광화문 광장에서 법 제정을 촉구하는 기자회견을 개최했다.
13일에는 기독교사회책임 등 종교단체를 포함한 바른교육교수연합, 바른교육전국교사연대, 참교육어머니전국모임 등 233개 단체들이 “치명적인 질병과 자살률을 높이는 동성애” 광고를 대중교통이나 거리에 홍보하는 것은 “소수의 왜곡된 권리 주장만을 받아들인 것”이라고 비난했다. 그는 <가톨릭뉴스>에 “동성애에 대한 사회 인식을 변화시키려는 한 개인의 노력에 대한 보수 세력의 공격과 비난이야말로 반인권적 행위”라고 반박하고, 이들의 비난에는 “이런 애들은 차별을 받아도 마땅해”라는 의식이 깔려 있다고 지적했다.

### 사회 활동
2010년 1월에는 용산참사 철거민 범국민장의 장례위원의 한 사람으로 참여하였다. 그해 1월 9일 용산참사 철거민 장례식에 참석하고 돌아왔다.
2013년 8월 8일 서울 마포구 서교동에 위치한 인문카페 창비에서 영화감독 김조광수와 김승환의 결혼식이 열렸다. 그는 하객의 한 사람으로 참석하였다.
그러나 법원에서는 결혼이 어렵다는 입장을 내비쳤다. 이때 장병권은 부산 지역의 한 청소년이 동성애 성향을 이유로 괴롭힘당하다 자살한 사건에 대한 대법원 판결을 들며 "김신 대법관은 자신의 종교적 성향을 앞세워서 헌법에 보장된 평등권과 안전하게 학교를 다녀야 할 권리를 짓밟아버리는 판결을 내렸다"고 지적했다. 이어 "죽음을 선택할 수밖에 없는 많은 사람들에게 결혼식 축의금으로 만들어질 성소수자 센터에 의미가 있다고 생각한다"고 강조했다.

## 평론과 관점

### 동성애 처벌 비판
2009년 동성애를 이유로 병역을 거부한 한국인이 2009년 캐나다로 망명해 난민 지위를 인정받았다.
2011년 12월 장병권 동성애자 인권연대 사무국장은 성 소수자를 법으로 처벌하는 한국 사회의 문제점을 지적하였다. 그는 “법에 의해 동성애자가 처벌받는 나라다. 국제사회와 심지어 국내 인권위에서도 동성애자처벌조항을 폐지하라고 권고했지만 받아들여지지 않고 있다”며 “동성애를 인정받지 못해 우리 국민이 외국에서 난민 지위를 얻었다는 사실을 이 나라는 창피하게 생각해야 한다”고 말했다.

### 대학가의 성소수자 권리 인정여론
2010년대 이후 대학에서 동성애를 인정한다는 여론이 확산되기 시작하였다. 2012년 9월 11일 연세대 교내 영문월간지 ‘애널스(annals)’가 학부 재학생 1002명을 대상으로 지난 8월3~17일까지‘동성애에 대한 인식’을 설문조사해 9월호에 게재한 결과에 따르면 전체 응답자 중 87.3%가 “동성애를 인정한다(tolerate)”고 답했다. 동성 간의 결혼에 대해서는 전체 응답자의 58.02%가 ‘긍정적’이라고 답해 ‘부정적(19.54%)’ 또는 ‘잘모르겠다(22.44%)’고 답한 경우보다 두배 이상 많았다.
이에 장병권 동성애자인권연대 사무국장은 “성적 지향에 대한 차별을 금지하는 내용의 차별금지법 마련이 필요하다. 오래전부터 입법을 위한 노력을 해왔지만 정부는 시기상조라는 반응이고 종교계도 강하게 반발하고 있다. 제도적 개선으로 성 소수자의 인권이 보호될 수 있어야 한다”고 밝혔다.

### 홍석천 커밍아웃에 대한 관점
장병권은 홍석천의 커밍아웃 이후 동성애에 대한 한국 사회의 동성애를 보는 시각이 달라지게 됐다고 말한다. 장병권은 “영상매체에선 인식이 많이 바뀐 것 같다. 대중도 과거에 비해 별 상관없다는 사람이 많다. 거기까지만 해도 좋겠다.”고 주장했다.

### 퀴어 개그 마초맨 관련
2013년 3월 6일 방송통신심의위원회 산하 방송심의소위(위원장 권혁부)가 6일 tvN <코미디빅리그>에 대해 행정지도 '권고'를 의결했다. 문제가 된 코너는 1월 26일자 방송분 홍석천과 리마리오(이상훈)가 동성커플로 등장하는 레드버터팀의 ‘마초맨’이다. 참고로, ‘권고’는 최근 박근혜 대통령에게 훈수를 둬 ‘의견제시’를 받은 KBS <개그콘서트>보다 한 단계 위의 제재이다.‘마초맨’에 대해 민원인은 “동성애 커플로 출연한 홍석천과 리마리오 발언과 스킨십이 청소년에게 부정적 영향을 줄 우려가 있다”며 제재를 요구했다.
방통심의위에서 엄광석 의원은 “어쨌거나 방송의 품위 저해했다. 청소년 시청보호시간대 방송 한 것은 문제”라며 ‘권고’ 의견을 밝혔다. 권혁부 방송심의소위원장은 “성적소수자 출연에 대해서는 문제 삼기 어렵다”면서도 ‘권고’에 동조했다.
동성애자인권연대 장병권 사무국장은 <미디어스>와의 전화연결에서 “청소년에게 유해하다고 하지만 오히려 방송이 다양한 성정체성과 성적지향을 보여주는 것이야말로 교육적으로 올바르고 그 또한 방송의 역할”이라고 지적했다. 장 사무국장은 “그런데 이 정도로 행정지도를 한다는 것은 과도함을 넘어 무리한 결정이다. 요즘 tvN <SNL코리아>에서도 동성애 코드 개그가 자주 등장하는데 그것들도 다 행정지도 할 것인가”라고 반문했다. 그는 KBS Joy <XY그녀>, 영화 <친구사이?>, SBS <인생은 아름다워> 등 동성애를 다룬 콘텐츠에 대한 논란에 대해 “동성애 혐오자들에 부화뇌동해서 휘둘릴게 아니다. 코미디 안에서 성적 소수자의 삶이 자연스럽게 드러내는 것은 사회 다양성에서도 좋은 현상”이라고 전했다. 장 사무국장은 끝으로 ‘KBS <개그콘서트>보다 높은 수위의 제재’라고 한 기자의 말에, “박근혜 대통령보다 무서운 게 동성애인가”라며 우스갯소리를 화답하기도 했다.

## 참고 자료
- <종로의 기적>(Miracle on Jongno Street) 보관됨 2020-09-18 - 웨이백 머신
- [티타임] "동성애 부적절하다는 인식 먼저 바뀌어야" 아시아경제 2013.07.03
- 동성애자 병사 성희롱, 인권침해 시달려
- 한 번도 ‘우리의 이름’으로 장례를 치르지 못했어요
- 서울 시내버스 동성애 광고 논란 UCAN 가톨릭 뉴스 2012.05.16
- [10km] 가을 비, 가을 바람을 가르고 열심히 달린 당신이 아름답다
- [기고] 동성애자 인권 짓밟는 ‘병영 내 관리지침’ / 장병권 한겨레신문 2007.11.01
- 홍석천을 죄인 만든 것으로 부족한가? 프레시안 2007.11.08
- 동성애 혐오성 괴롭힘 자살 사건 탄원서 및 의견서 작성에 함께해주신 분들께 진심으로 감사드립니다. / 장병권
- 국가인권위원회, 정신차리세요 참세상 2008.10.31
- [쿠키 포토] 이혁상 감독 “게이의 시선에서 찍은 영화다” 국민일보 2011.05.19
- 소준문 감독 “누가 날 부르면 ‘야!게이야!’로 들렸다” 국민일보 2011.05.19
- 나는 나로서 자유롭다 씨네21